# مزرعه حاج حسین
مزرعه حاج حسین یک منطقهٔ مسکونی در ایران است که در دهستان بافران واقع شده‌است. مزرعه حاج حسین ۴ نفر جمعیت دارد.